# محوطه چوبینه (۵)
محوطه چوبینه (۵) مربوط به دوره اشکانیان - دوره ساسانیان است و در شهرستان دره‌شهر، بخش مرکزی، ۳ کیلومتری جنوب دهستان ارمو واقع شده و این اثر در تاریخ ۳۰ بهمن ۱۳۸۶ با شمارهٔ ثبت ۲۱۰۰۸ به‌عنوان یکی از آثار ملی ایران به ثبت رسیده است.